# 中村屋酒店の兄弟
『中村屋酒店の兄弟』（なかむらやさけてんのきょうだい）は、2022年3月18日に公開された日本映画。監督は今作が映画監督デビュー作となる白磯大知。藤原季節（弟役）と長尾卓磨（兄役）が兄弟役を演じる。

## 概要
俳優としても活動している白磯大知の映画監督デビュー作となる今作だが、共通の知人を介してオファーを受けた当時、藤原は「この作品の面白さを理解することができない」との理由で断ったという。しかし、監督の白磯に敬意を払っておらず、まして一度も白磯に会ったことがないのにオファーを断ったことが脳裏にひっかかっていると感じた藤原は渋谷のカフェで白磯と会う時間を作り、どういうことを描きたいと思うのかを聞かせてくれたことによりオファーを受けることを決めたという。今作では3年前に撮影した当時に実在していた「中村屋酒店」（現在は閉店）を舞台として、家業を継いだ兄と東京から戻ってきた弟を通じて家族の距離を描く。

## キャスト
- 中村和馬：藤原季節
- 中村弘文：長尾卓磨

### 役名不明
- 藤城長子[1]
- 橘美緒[1]
- 千葉龍都[1]
- 新井秀吾[1]
- 高橋良浩[1]
- 中村元江[1]
- 磯崎信浩[1]
- 磯崎教子[1]

## スタッフ
- 監督・脚本：白磯大知
- 音楽：SO-RI（響心soundorchestrA / 総理）「とある兄弟」
- 撮影：光岡兵庫
- 録音：小笹竜馬
- 照明：岩渕龍斗、小松慎吉
- 撮影助手：山田弘樹、森本悠太、斎藤愛斗
- 編集：キルゾ伊藤、白磯大知
- ロケ地協力：中村屋酒店、清水宅
- 制作：徳平弘一、長野隆太、光岡兵庫、樋井明日香、白磯大知
- 配給：パルコ[1]